# Satz vom höchsten Gewicht
In der Mathematik ist der Satz vom höchsten Gewicht ein auf Elie Cartan zurückgehender grundlegender Lehrsatz der Darstellungstheorie. Er besagt, dass endlichdimensionale Darstellungen von Lie-Algebren oder Lie-Gruppen durch ihr höchstes Gewicht eindeutig bestimmt sind.

## Verwendete Begriffe
Sei {\displaystyle {\mathfrak {g}}} eine Lie-Algebra, {\displaystyle {\mathfrak {h}}} eine Cartan-Unteralgebra und {\displaystyle \pi \colon {\mathfrak {g}}\to {\mathfrak {gl}}(V)} eine Darstellung. Eine lineare Abbildung
{\displaystyle \lambda \colon {\mathfrak {h}}\to \mathbb {C} }
heißt Gewicht von {\displaystyle \pi }, wenn der Gewichtsraum
{\displaystyle V_{\lambda }=\left\{v\in V\colon \pi (h)v=\lambda (h)v\ \forall h\in {\mathfrak {h}}\right\}}
nicht nur aus dem Nullvektor besteht.
Die Wurzeln {\displaystyle R} der Lie-Algebra sind definiert wie folgt. Zu {\displaystyle \alpha \in {\mathfrak {h}}} definiere {\displaystyle \alpha ^{\vee }\in {\mathfrak {h}}^{*}} durch
{\displaystyle \alpha ^{\vee }(x)=2{\frac {B(x,\alpha )}{B(\alpha ,\alpha )}}\ \forall x\in {\mathfrak {h}}},
wobei {\displaystyle B} die Killing-Form ist. Dann ist {\displaystyle \alpha } genau dann eine Wurzel, wenn {\displaystyle \alpha ^{\vee }} ein Gewicht der adjungierten Darstellung {\displaystyle ad\colon {\mathfrak {g}}\to {\mathfrak {gl}}(V)} ist.
Nach Wahl einer Weyl-Kammer {\displaystyle {\mathfrak {h}}^{+}} kann man die Menge der positiven Wurzeln definieren durch
{\displaystyle R^{+}:=\left\{\alpha \in R:\alpha ^{\vee }(x)>0\ \forall x\in {\mathfrak {h}}^{+}\right\}}.
Dies erlaubt die Definition einer Teilordnung auf den Gewichten einer gegebenen Darstellung durch
{\displaystyle \lambda \leq \mu \Longleftrightarrow \lambda (\alpha )\leq \mu (\alpha )\ \forall \alpha \in R^{+}}.
Ein Gewicht heißt ein höchstes Gewicht, wenn es kein größeres Gewicht bzgl. dieser Teilordnung gibt.
Weiterhin heißt eine lineare Abbildung {\displaystyle \lambda \in {\mathfrak {h}}^{*}} ein integrales Element, wenn
{\displaystyle \lambda (\alpha )\in \mathbb {Z} \ \ \forall \alpha \in R}
gilt. Es heißt ein dominantes integrales Element, wenn
{\displaystyle \lambda (\alpha )\in \mathbb {N} \ \ \forall \alpha \in R^{+}}
ist.

## Satz vom höchsten Gewicht
Sei {\displaystyle {\mathfrak {g}}} eine halbeinfache komplexe Lie-Algebra. Im Folgenden seien alle Darstellungen endlich-dimensional. Dann besagt der Satz vom höchsten Gewicht:
1. Jede irreduzible Darstellung hat ein eindeutiges höchstes Gewicht.
2. Zwei irreduzible Darstellungen mit demselben höchsten Gewicht sind äquivalent.
3. Das höchste Gewicht einer irreduziblen Darstellung ist ein dominantes integrales Element.
4. Jedes dominante integrale Element ist das höchste Gewicht einer irreduziblen Darstellung.

## Beispiele

### sl(2,C)
Eine Cartan-Unteralgebra von {\displaystyle {\mathfrak {sl}}(2,\mathbb {C} )} ist {\displaystyle {\mathfrak {h}}=\left\{\left({\begin{array}{cc}\lambda &0\\0&-\lambda \end{array}}\right):\lambda \in \mathbb {C} \right\}}, als positive Wurzel kann man {\displaystyle \alpha =\left({\begin{array}{cc}1&0\\0&-1\end{array}}\right)} wählen. Für jedes {\displaystyle n\in \mathbb {N} } hat man ein dominantes integrales Element {\displaystyle \lambda _{n}} gegeben durch die Abbildung
{\displaystyle \lambda _{n}(\alpha )=n}.
Dieses entspricht der bekannten {\displaystyle n}-dimensionalen irreduziblen Darstellung (siehe Darstellungstheorie der sl(2,C)) als {\displaystyle Sym^{n-1}(V)}, wobei {\displaystyle V} die definierende 2-dimensionale Darstellung von {\displaystyle {\mathfrak {sl}}(2,\mathbb {C} )} bezeichnet.

### sl(3,C)
Eine Cartan-Unteralgebra von {\displaystyle {\mathfrak {sl}}(3,\mathbb {C} )} ist
{\displaystyle {\mathfrak {h}}=\left\{\left({\begin{array}{ccc}\lambda _{1}&0&0\\0&\lambda _{2}&0\\0&0&\lambda _{3}\end{array}}\right):\lambda _{1},\lambda _{2},\lambda _{3}\in \mathbb {C} \colon \lambda _{1}+\lambda _{2}+\lambda _{3}=0\right\}},
als positive Wurzeln kann man {\displaystyle \alpha _{1}=\left({\begin{array}{ccc}1&0&0\\0&-1&0\\0&0&0\end{array}}\right)} und {\displaystyle \alpha _{2}=\left({\begin{array}{ccc}0&0&0\\0&1&0\\0&0&-1\end{array}}\right)}
wählen. Für jedes Paar {\displaystyle (m,n)\in \mathbb {N} \times \mathbb {N} } hat man ein dominantes integrales Element {\displaystyle \lambda _{m,n}} gegeben durch die Abbildung
{\displaystyle \lambda _{m,n}(\alpha _{1})=m,\lambda _{m,n}(\alpha _{2})=n}.
Die zugehörige Darstellung {\displaystyle \pi _{m,n}} ist eine Unterdarstellung von {\displaystyle Sym^{m}(V)\otimes Sym^{n}(V^{*})}, wobei {\displaystyle V} die definierende 3-dimensionale Darstellung von {\displaystyle {\mathfrak {sl}}(3,\mathbb {C} )} bezeichnet. Genauer stimmt {\displaystyle \pi _{m,n}} mit {\displaystyle Ker(\iota _{m,n})} überein für die durch
{\displaystyle \iota _{m,n}(v_{1}\ldots v_{m}\otimes v_{1}^{*}\ldots v_{n}^{*})=\sum _{i,j}v_{j}^{*}(v_{i})v_{1}\ldots {\widehat {v_{i}}}\ldots v_{m}\otimes v_{1}^{*}\ldots {\widehat {v_{j}^{*}}}\ldots v_{n}^{*}}
definierte Kontraktion.

## Darstellungen von Lie-Gruppen
Jeder Darstellung einer Lie-Gruppe kann man eine Darstellung ihrer Lie-Algebra zuordnen, siehe Darstellung (Lie-Algebra)#Von Lie-Gruppen-Darstellungen induzierte Darstellungen. Insbesondere kann man auch für Darstellungen von Lie-Gruppen ein höchstes Gewicht definieren.
Irreduzible, endlich-dimensionale Darstellungen einer kompakten, zusammenhängenden (nicht notwendig halbeinfachen) Lie-Gruppe werden durch ihr höchstes Gewicht klassifiziert. Auch dieser Sachverhalt wird häufig als Satz vom höchsten Gewicht bezeichnet.